# Karina Kay
Karina Kay (California, Estados Unidos; 8 de abril de 1987) es una actriz pornográfica de ascendencia rusa y armenia.

## Premios
- 2006 Premios AVN nominada – Mejor escena de sexo grupal en Video – Service Animals 21[2]
- 2007 Premios AVN nominada – Mejor escena de Sexo tres vías – Fresh Meat 21[3]